# Helios (aereo)
Lo Helios è un aereo ad energia solare sviluppato dalla NASA, che iniziò i voli di prova nel tardo 1999, e che precipitò il 26 giugno 2003 nell'Oceano Pacifico.

## Storia del progetto

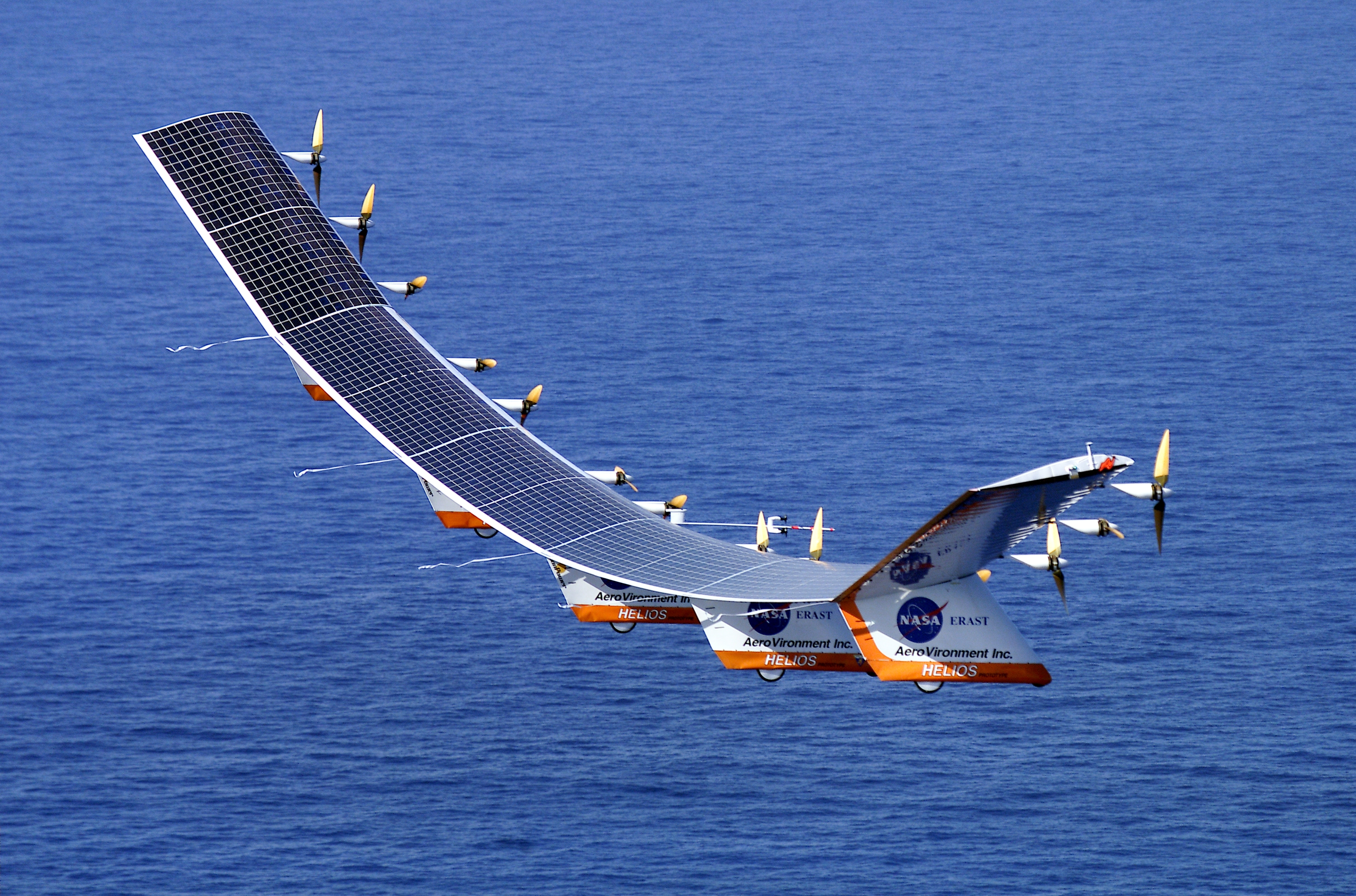
LHelios in volo

L'Helios è l'ultimo di una serie di aeromobili a pilotaggio remoto sperimentali costruiti dalla AeroVironment, tra i quali il Centurion, il Pathfinder ed il Pathfinder Plus, per sperimentare tecnologie da utilizzare in velivoli da alta quota, definiti dalla NASA "satelliti atmosferici".

## Tecnica
Lo Helios era costituito da una struttura ad ala, senza alcuna fusoliera, con la superficie alare ricoperta da pannelli solari ad alto rendimento; questi alimentavano i motori elettrici, inizialmente 14, poi ridotti a 10, e tutti i sistemi elettrici di bordo.
L'Helios aveva un'ala di 75,6 m di larghezza (maggiore di un Lockheed C-5 Galaxy o di un Boeing 747), e 5 piloni inframezzati tra le sei sezioni alari e contenenti gli apparati di bordo. L'ala aveva uno spessore uniforme e nelle estremità erano incorporati due diedri con angolo di 10° per assicurare una maggiore stabilità nelle virate.

## Impiego operativo

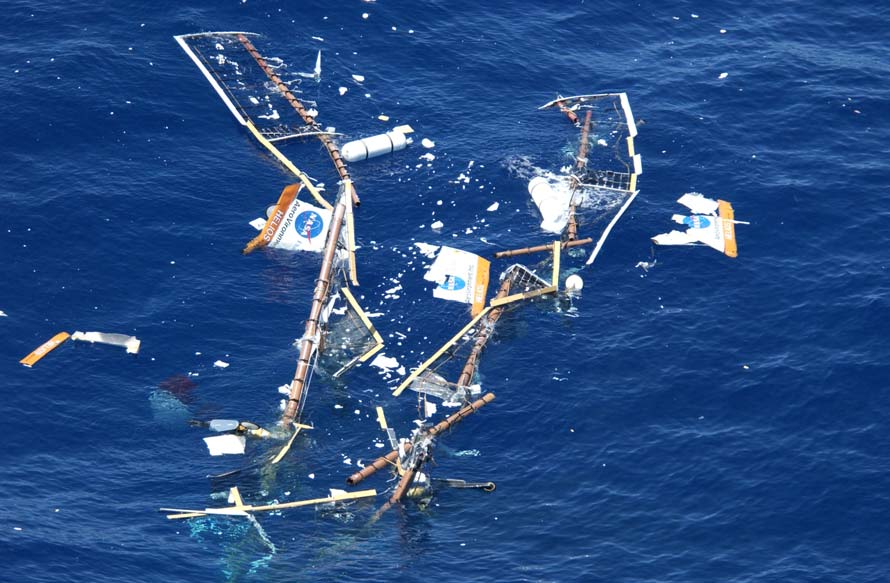
Il relitto nel Pacifico

Durante la sua vita quadriennale, sul velivolo vennero eseguiti molti test, comprese delle modifiche strutturali, che lo portarono a conseguire alcuni record. Il 14 agosto 2001, con Greg Kendall ai comandi remoti, venne raggiunta l'altezza di 29.523,8 m battendo il record precedente di 3.352,8 m. Inoltre l'aereo rimase sopra la quota di 29.260,8 m per oltre 40 minuti.
Andò distrutto il 26 giugno 2003 durante un volo di prova preparatorio ad un volo di lunga durata (24 ore) per una turbolenza che causò un aumento dell'angolo di diedro tale da portare al collasso strutturale, presso l'isola di Kauai, nell'arcipelago delle Hawaii.